# Batalla del valle de Ia Drang
La batalla del valle de la Drang fue la primera batalla convencional que libraron las Fuerzas Armadas de los Estados Unidos contra las Fuerzas Armadas de Vietnam del Norte y la fuerza principal del FNLV. También fue la más sangrienta hasta la fecha y la última en la que tropas insurgentes tomaron parte contra los estadounidenses de forma convencional.
El combate se libró entre tropas de infantería con apoyo aéreo y artillería, como la mayoría de las batallas de Vietnam. Se prolongó durante un mes registrándose duros combates, en muchos casos cuerpo a cuerpo.

## Preliminares de la batalla
Estados Unidos llevaba enviando soldados a Vietnam desde los años 1950 ayudando a los franceses en la guerra de Indochina. Continuaron en Vietnam del Sur negándose a reconocer los Acuerdos de Ginebra, que respaldaban a los comunistas, entre otras materias en formación de pilotos y mantenimiento de aeronaves. Pese a los rumores de combates entre asesores estadounidenses contra fuerzas comunistas oficialmente Estados Unidos no había participado en Vietnam con tropas regulares hasta al incidente del golfo de Tonkín y el desembarco del Cuerpo de Marines en Da Nang.
En un principio la participación estadounidense debía limitarse al perímetro de las bases aéreas y navales; pero enseguida fueron ampliando su área de actuación para conseguir, en el caso de que el ejército de Vietnam del Sur se desmoronase, la permanencia de bolsillos de resistencia. Así comenzaron las actuaciones de búsqueda y destrucción y las operaciones de cierto tamaño. En agosto de 1965 el Cuerpo de Marines se enfrentó con éxito al Viet Cong en la Operación Starlite, los arrinconaron en un península y allí pudieron bombardearlos con aviación y artillería naval.
Por las experiencias obtenidas durante la presencia francesa y lo aprendido en otras guerras como la librada por los ingleses en Malasia comprendieron que debían crear un nuevo tipo de unidad para ese nuevo tipo de guerra a la que ellos no se habían enfrentado nunca. En 1962 ya estudiaban la formación de la que sería la 1.ª División de Caballería, equipada con 480 helicópteros, en lugar de tanques, y aviones ligeros capaces de aterrizar y despegar en pistas cortas, en lugar de los camiones, los todoterrenos y transportes de armas. Todo pensado para poder moverse y actuar tanto en selvas, llanuras y montañas.
Mientras la cúpula del Politburó de Hanói llevaba tiempo enviando suministros, munición, armas y hombres al Sur, tanto por la Ruta Ho Chi Minh como por mar con el fin de apoyar al Vietcong como de llevar el peso de la guerra para terminar uniendo en uno los dos Vietnam.
En octubre de ese año el general William Westmoreland tenía informes de que el EVN preparaba una gran ofensiva desde las Tierras Altas Centrales con el fin de romper al país en dos y provocar el derrumbe del ERNV.

## El ataque a Pleiku
El 22 de octubre de 1965, se recibió la información de que el puesto de Pleiku estaba siendo atacado por tropas norvietnamitas y se le ordenaba al general Harry W. O. Kinnard que movilizara parte de la 1.ª División de Caballería con base en An Khe para cumplir con tres objetivos:
- reforzar las defensas estadounidenses y survietnamitas de Pleiku.
- reforzar el II Cuerpo.
- prestar auxilio a Plei Me.

Pese a que los objetivos iniciales eran de socorro y refuerzo, el general Kinnard deseaba tener una oportunidad para emplear las nuevas tácticas aeromóviles y enfrentarse con las fuerzas vietnamitas como ya habían hecho los Marines meses antes en la Operación Starlite. El general envió a la 1.ª Brigada para realizar las misiones en Pleiku.
A las 17:30, una columna fue atacada en dos puntos por el EVN y solicitaron apoyo de la 1.ª Brigada, a los diez minutos los helicópteros estaban en el aire y liberaron la unidad.
El día 25, el campamento de Plei Me también fue liberado y los vietnamitas se retiraron a las montañas. La reacción de la Caballería Aérea fue tan rápida y contundente que el propio general William Westmoreland se desplazó del Mando de Asistencia Militar de Vietnam hasta el frente y dio permiso a Kinnard para realizar más misiones de búsqueda y destrucción.

### Westmoreland ordena aprovechar el éxito
Las salidas de la 1.ª División de Caballería se sucedieron a lo largo del mes de octubre y noviembre:
- El 1 de noviembre, una columna detectó mucha actividad en una bóveda de follaje a 12 km de Pleiku. Se solicitan refuerzos y acude también la 1.ª Brigada que sorprende al enemigo y le causa 78 muertos, 57 prisioneros y la captura de un hospital de campaña, reservas de sangre y docenas de cajas de medicinas (penicilina) y anestesia (morfina) apilados hasta la altura del pecho.
- El 3 de noviembre, el Noveno de Caballería actuó en las montañas de Chu pong montando una emboscada. Aguantaron hasta que pasara la vanguardia sin descubrirlos y después hicieron estallar nueve minas y se lanzaron sobre los vietnamitas aniquilándolos.
- Ese mismo día el Noveno de Caballería fue atacado en su base por tres compañías del EVN y a medianoche estuvieron a punto de ser rebasados. Pidieron ayuda y el Octavo de Caballería envió la compañía A de su Primer Batallón, en cuarenta minutos un pelotón de esa compañía estaba en la cercada base, siendo la primera vez que un perímetro rodeado era reforzado, también fue la primera vez que se lanzaron cohetes a una distancia inferior a los 50 m de las fuerzas propias.

Una de las lecciones que aprendieron los estadounidenses fue la proximidad a la que se libraban los combates, menos de 20 metros en ocasiones, donde la artillería norteamericana no podía actuar por falta de precisión y sí lo hacían los fusiles soviéticos, cuyo efecto podía ser devastador.
Sin embargo, la caballería aérea también tenía sus debilidades que con el tiempo los vietnamitas aprendieron a utilizar. El ruido de los motores podía oírse varios minutos antes de verlos y ponía sobre aviso a las fuerzas del EVN, además aterrizar y despegar de una zona caliente resultaba complicado y muy peligroso, especialmente cuando viajaban cargados con suministros o heridos. Un proyectil de 12,7 mm podía perforar cualquier cosa y si alcanzaban el rotor del aparato las consecuencias podían ser trágicas; además, salvo el asiento de los pilotos, ninguna parte de la máquina estaba blindada, lo que los hacía muy vulnerables.

### Resultados de la primera parte
El 9 de noviembre, los estadounidenses habían logrado:
- 20 norvietnamitas muertos.
- 1805 heridos.
- 100 000 cartuchos de 7,62 mm destruidos.
- Dos morteros de 82 mm.
- Tres cañones sin retroceso de 75 mm.
- 40 000 dólares en medicamentos.

Ese mismo 9 de noviembre la Primera Brigada es relevada por la Tercera Brigada al mando del coronel Thomas W Brown con los regimientos 1.º, 2.º y 7.º, apoyados por el Segundo batallón del Quinto regimiento.
El general Kinnard temía que los éxitos cosechados hasta ese momento no se volviera a repetir; por lo que ordenó a sus hombres intensificar las acciones y mandó a la Tercera Brigada realizar misiones de reconocimiento al sur y al sureste. Los informes de inteligencia apuntaban a que el 33.er Regimiento del EVN y el 32.º se habían retirado al valle del río Ia Drang y estaban reorganizándose y recibiendo refuerzos.
El 14 de noviembre, el coronel Brown decidió movilizar al 1.er Batallón del Séptimo de Caballería, al mando del teniente coronel Harold G Moore al valle del Ia Drang, en concreto a los pies del macizo Chu Pong, para localizar y destruir al grueso de las fuerzas norvietnamitas que por el momento habían logrado evitar los combates.

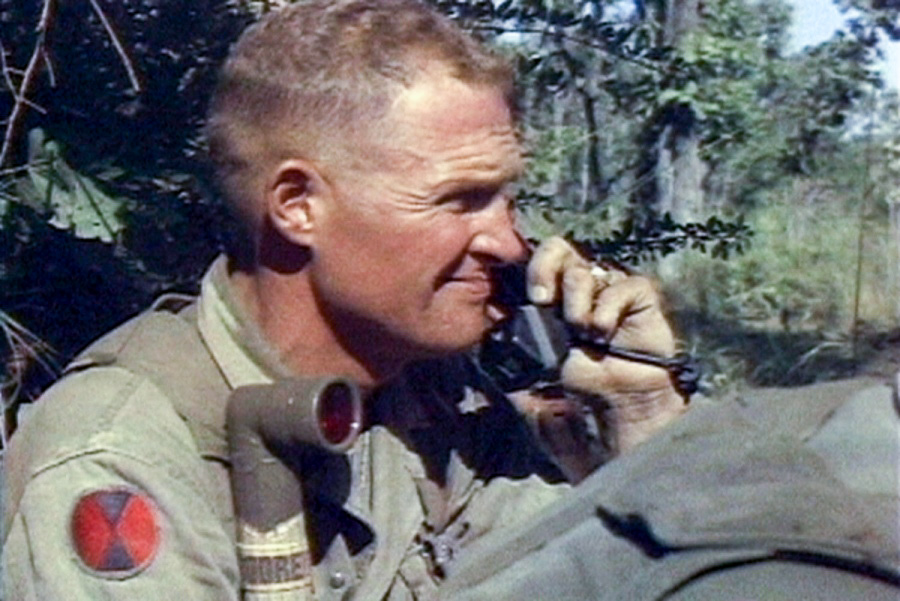
El teniente coronel Hal Moore durante la batalla del valle de Ia Drang en noviembre de 1965.

## La entrada en Ia Drang
El batallón de Moore apenas contaba con 16 helicópteros de transporte y todo el apoyo artillero lo debían proporcionar las baterías de 105 mm colocadas en la Zona de Aterrizaje Falcon (ZAF), a 9 km de la zona Rayos X ("X" en el alfabeto fonético de la OTAN se deletrea Rayos X o X-Ray en inglés). Moore fijó la Zona Rayos X a 10 km al oeste de Plei Me para que los helicópteros no emplearan demasiado tiempo en regresar con refuerzos.

### Los vietnamitas dominan la situación
A las 10:17 del 14 de noviembre, las baterías de la zona Falcon comenzaron a hacer fuego sobre la zona con un bombardeo de saturación. Por su parte los helicópteros disparaban la mitad de sus cohetes en los primeros 30 segundos. La compañía B fue la primera en aterrizar y asegurar el perímetro, la siguieron la A y la C.
Pese a que en un principio la zona parecía tranquila pronto los norvietnamitas comenzaron a disparar a hombres y helicópteros desde sus posiciones en la maleza y los montículos. El fuego fue tan fuerte que los estadounidenses tuvieron que quedarse en su zona de aterrizaje, una sección que se había adelantado fue rodeada por fuerzas norvietnamitas y no pudo retroceder, Moore ordenó a los siguientes helicópteros que venían con la compañía D que no tomaran tierra para evitar ofrecer un blanco estático, los soldados debían saltar a tierra desde los aparatos, los norvietnamitas lograron alcanzar varias máquinas, pese a no derribar ninguna; finalmente las compañías A y B retrocedieron y tuvieron que abandonar a su suerte a un sección de la compañía B que había quedado aislada en un cerro.
Los pilotos de los helicópteros estaban desesperados al ver cómo debían permanecer posados más de lo imprescindible por la lentitud de algunos para saltar a tierra o para subir a todos los heridos. Un piloto recuerda así la tensión:

«Orange One, aborta el aterrizaje. El fuego en la ZA es muy intenso», decía un controlador desde la X-Ray. La patrulla Orange viró y nosotros seguimos. Por la radio no se oían más que gritos. Desde la ZA los pilotos de los dos aparatos decían que habían sido alcanzados. ¡Era un barullo impresionante! Finalmente oímos que Yellow One decía que despegaba y lo vimos entre el humo mientras las tripulaciones de los dos aparatos alcanzados subían en otros Huey. Un jefe de tripulación quedó allí, había muerto. Había otro piloto herido.

A las 13:30, los hombres del EVN habían conseguido arrinconar a los estadounidenses, hacer peligrosa la llegada de suministros y la evacuación de heridos y tenían a una sección en un cerro llena de muertos y heridos y a punto de caer. Sin embargo, la potencia de fuego de la artillería estadounidense jugó un papel importante para impedir la catástrofe al frenar los ataques en masa lanzados por los norvietnamitas y proteger con un muro de fuego a la pérdida sección del cerro.
Pasadas las 13:00 el teniente coronel Moore y el coronel Brown ya eran conscientes de que aquella era una batalla importante y que los norvietnamitas pretendían acabar con aquel batallón. Por esa razón se enviaron refuerzos, pero no lo hicieron hasta las 18:00, cuando otra compañía del Segundo batallón, la B, aterrizaba en la Zona Rayos X. A esa hora el fuego intenso que habían mantenido los norvietnamitas estaba cesando y la preocupación radicaba en socorrer a la sección aislada. Se sabía que había perdido a 12 hombres, otros 8 estaban heridos y sólo siete se mantenían firmes.

### La potencia de fuego inclina la balanza

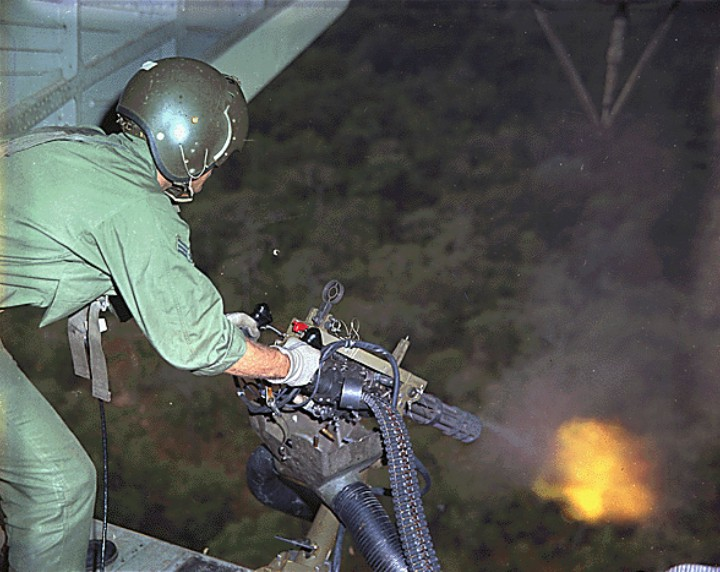
La potencia de las armas utilizadas por Estados Unidos dio la vuelta a la batalla.

La noche permaneció relativamente tranquila y al amanecer se comprobó lo intenso de los combates. El cadáver de un oficial aparecía rodeado de cinco miembros del EVN, otro cadáver aún aferraba con las manos el cuello de un norvietnamita muerto, aparecían por doquier vendas ensangrentadas, lo que daba idea de la gran cantidad de heridos producidos.
Las incursiones aéreas continuaron con bombardeos de napalm y explosivo de alto poder contra las posiciones y la retaguardia norvietnamita. Pero esta vez los helicópteros contribuyeron más que antes disparando contra los regimientos del EVN sus cohetes de 70 mm y las Minigun causando bajas a los defensores y desorganizando sus formaciones.
Los ataques siguieron durante varias horas hasta que a las 10:00 del 15 de noviembre la potencia de fuego desplegada había desalojado a los norvietnamitas de sus posiciones.
A las 12:00, llegó el relevo por parte del Segundo Batallón del Quinto de Caballería.
Pese a todo los bombardeos y las incursiones siguieron produciéndose hasta que a las 13:30, Moore consideró que el enemigo ya no suponía un peligro para la zona de aterrizaje y ordenó a sus hombres que se retirasen y permanecieran sentados en la zona de aterrizaje. El rescate de los sitiados en el cerro fue sencillo una vez que los norvietnamitas habían sido desalojados por la artillería, los helicópteros y la aviación.
A las 09:30 del 16 de noviembre, el segundo batallón del Séptimo de Caballería relevó a lo que quedaba del Primero. las batidas por el macizo Chu Pong continuaron por parte de la Tercera Brigada hasta el día 20, y el 26 fue relevada por la Segunda.

## Conclusiones de la batalla
Las operaciones llevadas a cabo en el valle del Drang demostraron lo acertado de la nueva estrategia aeromóvil y marcarían el comienzo de un concepto de guerra que se mantiene vigente hasta el siglo siguiente. Dos años después ya estaban en funcionamiento los helicópteros artillados, los Bell AH-1 Cobra, aparatos creados solo para el ataque y la escolta de otros helicópteros, no helicópteros de transporte equipados con ametralladoras y cohetes.
Sin embargo, es posible que los norvietnamitas aprendieran las lecciones más importantes:
- Atacar al enemigo desde muy cerca para evitar la potencia de su artillería.
- Rehusar lanzar grandes unidades contra posiciones fijas y evitar los combates directos.

Así, la de Vietnam se convirtió en una guerra de tensas esperas, pocos momentos de acción y la constante evaporación del enemigo cuando llegaban los refuerzos o se oían los primeros motores en el aire.

## La batalla de Ia Drang en el cine
La batalla en el valle deI Drang fue llevada a la gran pantalla por Randall Wallace en 2002 con el título We Were Soldiers (titulada Cuando éramos soldados en España, Fuimos soldados en Argentina y Fuimos héroes en el resto de Hispanoamérica) teniendo a Mel Gibson como protagonista en el papel del teniente coronel Harold G. Moore.
La película se toma algunas licencias, como las de cifrar en solo 400 soldados las fuerzas estadounidenses o calificar al primer M16 de un arma muy buena cuando sus comienzos fueron pésimos (aunque literalmente solo lo comenta el personaje de Moore, como de "oídas", y su sargento mayor Basil Plumley, le replica poniendo en duda la calidad del fusil), pero la cinta resulta muy fiel a los hechos acontecidos y al valor demostrado tanto por una parte como por la otra. Está basada en el libro We were soldiers once... and young escrito por el propio Moore cuando era teniente general ya retirado.